# Hubert Schmalix
Hubert Schmalix, né le 17 décembre 1952 à Graz et mort le 23 mars 2025 à Los Angeles, est un peintre autrichien.

## Biographie
Hubert Schmalix étudie de 1971 à 1976 à l'Académie des beaux-arts de Vienne auprès de Maximilian Melcher. En 1976, il présente sa première exposition personnelle à la Künstlerhaus Wien. En 1983, il participe à l'exposition Aktuell 83 à la Lenbachhaus, à Munich. En 1984, Schmalix part à l'étranger. À Sydney, il trouve immédiatement une opportunité d’exposition à la Biennale. Il passe quelque temps aux Philippines, puis aux États-Unis et s'installe à Los Angeles en 1987 jusqu'à sa mort.
Il a été professeur à l'Académie des Beaux-Arts de Vienne de 1997 à 2006 et professeur invité a l'UCLA jusqu'en 2005.

## Œuvre

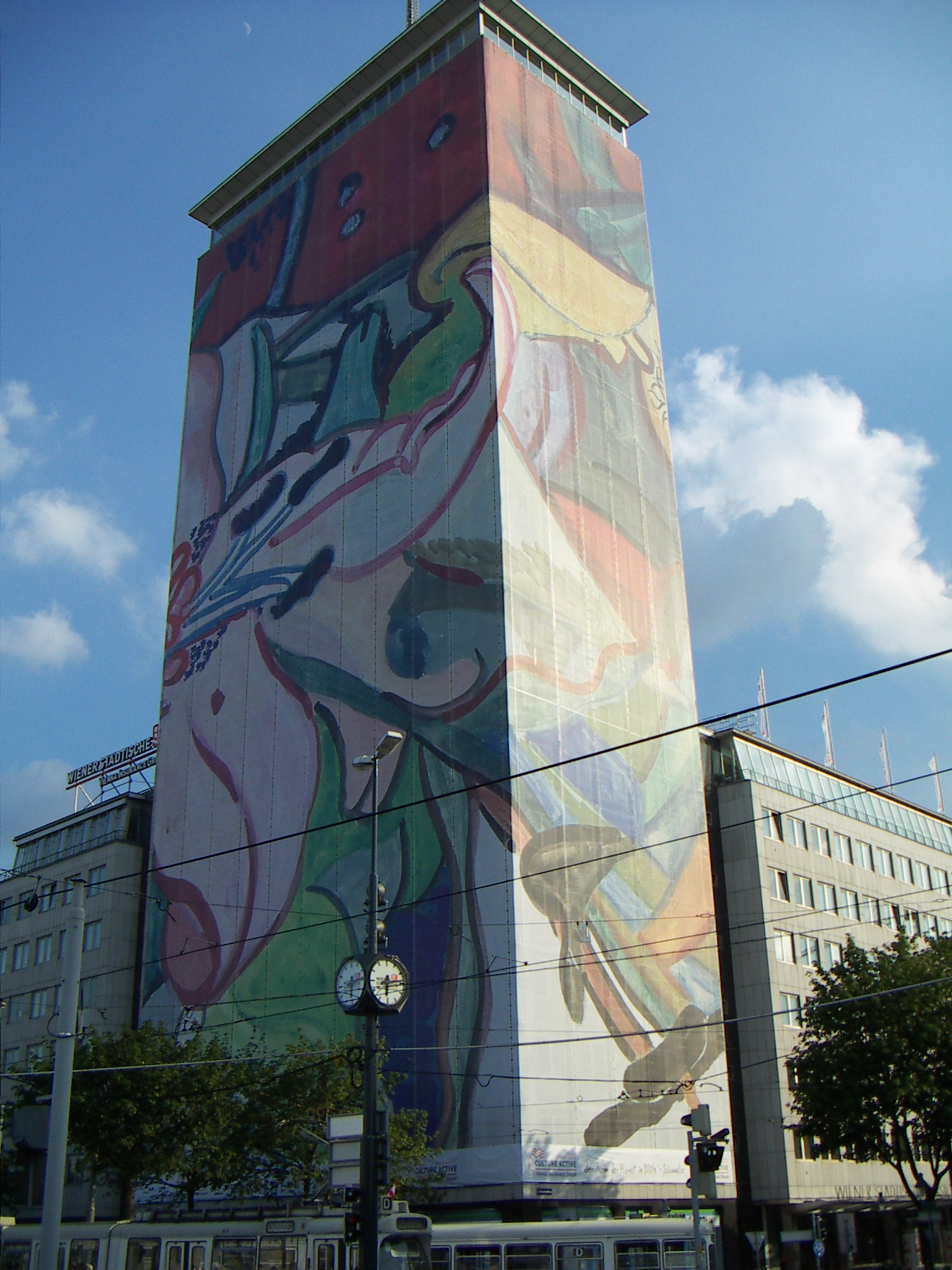
Der Turm der Kunst in Blüte, œuvre temporaire sur le Ringturm de Vienne en 2008.

Hubert Schmalix devient internationalement connu au début des années 1980 en tant que représentant des Nouveaux Fauves. Après son séjour aux Philippines, où il épouse une autochtone, son style passe d'un expressionniste sauvage à banal, naïf et silencieux. Son épouse est un motif fréquent, qu’il présente sur un fond presque monochrome de couleur verte, rouge ou ocre, et souvent uniquement avec un alibi figurant sur des objets peints. Il conçoit la décoration de l'église Saint-Paul de Salzbourg.